# Elaine Stritch
Elaine Stritch (ur. 2 lutego 1925 w Detroit w stanie Michigan, zm. 17 lipca 2014 w Birmingham) – amerykańska aktorka filmowa i telewizyjna oraz wokalistka. Trzykrotna laureatka Nagrody Emmy.

## Wybrana filmografia
- Niebezpieczne trio (1957) jako Ruby
- Pożegnanie z bronią (1957) jako Helen Ferguson
- Wymarzony urlop (1959) jako Liz Baker
- Kręcone schody (1975) jako pielęgniarka
- Opatrzność (1977) jako Helen Wiener
- Wrzesień (1987) jako Diane
- Kokon: Powrót (1988) jako Ruby Feinberg
- Sprzedawca cadillaków (1990) jako wdowa
- Morska przygoda (1997) jako Mavis LaBreche
- Odkrycie profesora Krippendorfa (1998) jako Irene Harding
- Ofiary losu (2000) jako pani Crock
- Drobne cwaniaczki (2000) jako Chi-Chi Potter
- Miłość w Nowym Jorku (2000) jako Dolores "Dolly" Talbot
- Sposób na teściową (2005) jako Gertrude Fields, babcia Kevina
- Romanse i papierosy (2005) jako Grace Murder, matka Nicka
- ParaNorman (2012) - babcia (głos)